# Въоръжени сили на Камбоджа
Военни разклонения:
Кралските камбоджански въоръжени сили (ККВС), включително армията, флота и военновъздушните сили – създадени през 1993 г. след сливането на Въоръжените сили на камбоджанския народ с две некомунистични съпротивителни армии

Забележка:
Има и съпротивителни сили, състоящи се от червени кхмери (познати още като Обединената национална армия, или ОНА) и отделно роялистко съпротивително движение.
Военна сила – възраст
18 години
Военна сила – наличност
Мъже на възраст от 15 до 49:
2 763 568 (според изчисления от 2000 г.)
Военна сила – годни за военна служба
Мъже на възраст от 15 до 49 г.:
1 547 078 (според изчисления от 2000 г.)
Военна сила – достигащи необходимата възраст на година
Мъже:
156 119 (според изчисления от 2000 г.)
Военни разходи – в долари
$85 милиона (FY98)
Военни разходи – процент от БВП
2,4% (FY98)